# Microrégion de Colíder

Localisation de la microrégion de Colíder

La microrégion de Colíder est l'une des huit microrégions qui subdivisent le nord de l'État du Mato Grosso au Brésil.
Elle comporte 8 municipalités qui regroupaient 125 113 habitants en 2006 pour une superficie totale de 42 462 km2.

## Municipalités[1]
- Colíder
- Guarantã do Norte
- Matupá
- Nova Canaã do Norte
- Nova Guarita
- Novo Mundo
- Peixoto de Azevedo
- Terra Nova do Norte